# Militär-Turnanstalt

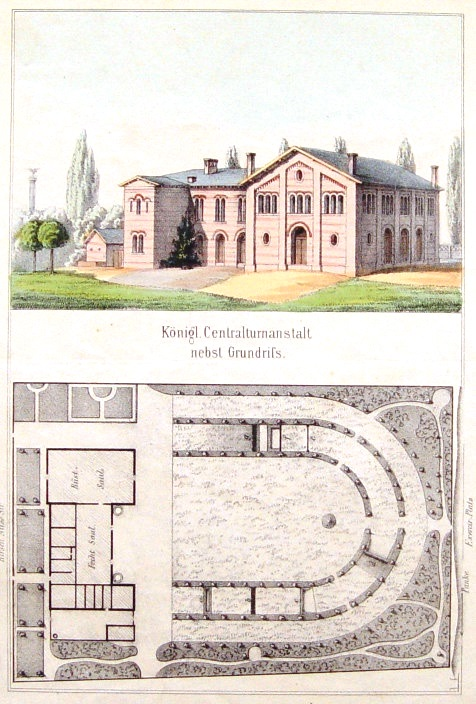
Königliche Centralturnanstalt in Berlin, Ansicht und Grundriss

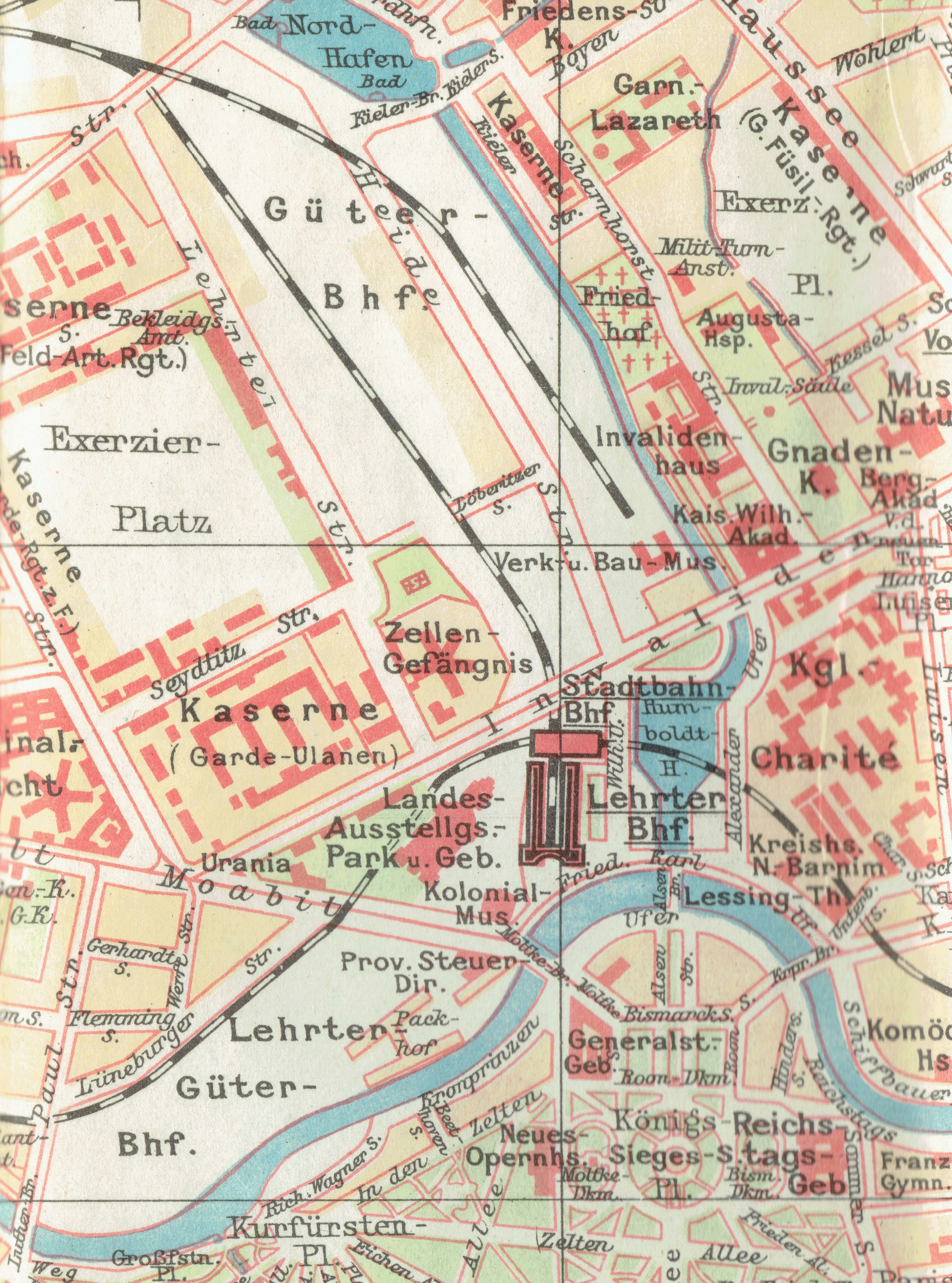
Kartenausschnitt in Berlin-Mitte (1915), in der Karte mit „Milit.-Turn-Anst.“ beschriftet

Die Militär-Turnanstalt war eine militärische Ausbildungsstätte der Preußischen Armee in Berlin, in der Oranienburger Vorstadt, Scharnhorststraße 4 (nördlich der Invalidenstraße), die von 1850 bis 1919 bestand.

## Geschichte
Ausgangspunkt für die Gründung war eine preußische Kabinettsorder vom 6. Juni 1842, in der die Gymnastik als unentbehrlicher Teil des gesamten Zivil- und Militär-Bildungswesen anerkannt und verordnet wurde. 1845 erfolgte die Entsendung von zwei Offizieren nach Stockholm zum Studium des Ling’schen gymnastischen Instituts. Auf Grundlage dieser Erkenntnisse wurde am 1. Oktober 1847 ein Centralinstitut für den gymnastischen Unterricht in der Armee in Berlin gegründet und mit dem ersten Kursus für 18 Offiziere eröffnet. Wegen der Märzrevolution 1848 wurde der Kurs abgebrochen.
Die Einrichtung als solche blieb aber bestehen und wurde zur Königlichen Central-Turnanstalt mit eigenem Gebäude, das 1850 auf einem Grundstück an der damaligen Kirschenallee – seit 1860: Scharnhorststraße 4 (Gebäude nicht mehr erhalten) – nach Plänen von Karl Wilhelm Drewitz errichtet und 1851 mit dem ersten Lehrkursus eröffnet wurde. Mit der Leitung des Unterrichts wurde Major Hugo Rothstein beauftragt. Die militärischen Leiter führten den Diensttitel ‚Militärisches Direktionsmitglied‘ bzw. ‚Unterrichtsdirigent‘. Am 2. Juni 1881 erfolgte die Umbenennung des Instituts in Militär-Turnanstalt. Zugleich erhielt der Leitende den Diensttitel ‚Direktor‘, ab 1906 ‚Kommandeur‘.
Die Anstalt, die der Inspektion der Infanterieschulen unterstand, existierte an gleicher Stelle über das Ende des Ersten Weltkriegs hinaus bis 1919, dann wurde das Gelände im Zuge der Auflösung der Preußischen Armee von der Reichspost für das Gesetzsammlungsamt (später: Reichsverlagsamt) übernommen.